# Округ Ватога (Северна Каролина)
Округ Ватога (енгл. Watauga County) је округ у америчкој савезној држави Северна Каролина.

## Демографија
По попису из 2010. године број становника је 51.079, што је 8.384 (19,6%) становника више него 2000. године.
| Група             | 2000.          | 2010.          |
| Белци             | 40.744 (95,4%) | 47.268 (92,5%) |
| Афроамериканци    | 680 (1,6%)     | 877 (1,7%)     |
| Азијати           | 251 (0,6%)     | 475 (0,9%)     |
| Хиспаноамериканци | 622 (1,5%)     | 1.713 (3,4%)   |
| Укупно            | 42.695         | 51.079         |